# Quincy (Floride)
Pour les articles homonymes, voir Quincy.
La ville de Quincy est le siège du comté de Gadsden, situé dans la région de Big Bend, en Floride, aux États-Unis.
La ville est nommée en l'honneur de John Quincy Adams, qui était secrétaire d'État lors de sa fondation.

## Démographie
| 1870 | 1880 | 1890 | 1900 | 1910  | 1920  |
| ---- | ---- | ---- | ---- | ----- | ----- |
| 743  | 639  | 681  | 847  | 3 204 | 3 118 |

| 1930  | 1940  | 1950  | 1960  | 1970  | 1980  |
| ----- | ----- | ----- | ----- | ----- | ----- |
| 3 788 | 3 888 | 6 505 | 8 874 | 8 334 | 8 591 |

| 1990  | 2000  | 2010  | - | - | - |
| ----- | ----- | ----- | - | - | - |
| 7 444 | 6 982 | 7 972 | - | - | - |

Selon le recensement de 2010, Quincy compte 7 972 habitants. La municipalité s'étend sur 7,92 milles carrés (20,51 km2).

## Les «millionnaires de Coca-Cola»
La ville de Quincy est réputée pour avoir autrefois abrité plus de millionnaires par habitant que n'importe quel autre endroit des États-Unis.
Au début du XXe siècle, W. C. Bradley (en) achète la société Coca-Cola basée à Atlanta et l'introduit en bourse en 1919 avec l'émission de 500 000 actions à environ 40 $ l'unité. Cherchant à étendre les activités de l'entreprise, il persuade le banquier local de Quincy, Pat Munroe (de son vrai nom Mark Welch Munroe), d'investir dans la société. Celui-ci remarque que, quelle que soit la pauvreté ou la situation financière d'un habitant de la ville, il dépense toujours ses derniers sous pour s'offrir un bon verre de Coca-Cola bien frais. Dans les années 1920, il décide d'acheter de nombreuses actions Coca-Cola dont le prix a chuté à seulement 19 $ et voit rapidement leur valeur s'envoler. Il encourage alors fortement ses amis et les clients de sa banque à faire de même, notamment en acceptant de leurs prêter de l'argent en échange de la promesse d'investir la moitié dans des actions Coca-Cola et de ne jamais les vendre quelles que soient les fluctuations à court terme du marché. Selon une estimation, une seule action Coca-Cola achetée en 1919 à 40 $ vaudrait aujourd'hui 6,4 millions $, si les dividendes avaient été réinvestis, et rapporterait environ 600 000 $ de dividendes chaque année.
Les revenus des dividendes de Coca-Cola ont sauvé cette ville pendant la Grande Dépression des années 1930, pendant toutes les récessions depuis lors et, bien sûr, en tant que petite ville agricole, chaque fois que les récoltes étaient mauvaises.